# OT-Schutzkommando
OT-Schutzkommando – niemiecka paramilitarna formacja zbrojna w składzie Organizacji Todt podczas II wojny światowej
Formację utworzono w 1941 r. na bazie ochronnych DAF Werkscharen, wchodzących w skład Deutsche Arbeitsfront. Jej członkowie byli umundurowani i uzbrojeni w lekką broń piechoty, gdyż do ich zadań należała ochrona obiektów strategicznych i instalacji militarnych przed kradzieżami i atakami partyzantów. Dużą rolę odgrywali podczas budowy umocnień Wału Atlantyckiego. Niektóre oddziały OT-Schutzkommando pełniły służbę w obozach jenieckich, konwojując też jeńców wojennych. Kadra oficerska była niemiecka. Na pozostałe funkcje rekrutowano ochotników spośród narodów podbitych przez Niemców, jak Francuzi, Walonowie, Flamandowie, Holendrzy, Duńczycy, Norwegowie. Służyli oni na wszystkich obszarach Europy okupowanych przez wojska niemieckie.